# Stephen Cox (beeldhouwer)
Stephen Cox (Bristol, 1946) is een Engelse beeldhouwer.

## Leven en werk
Cox studeerde van 1966 tot 1968 aan de Central School of Art and Design in Londen. Hij is werkzaam als steenbeeldhouwer en werkte gedurende jaren in groeves in Italië (met Etruskisch travertijn en Bardigliomarmer); in Egypte (1988-1989: beeldhouwwerk voor het nieuwe Operagebouw van Caïro met rode porfier uit de historische groeve Mons Porpyritis in de Arabische Woestijn ten oosten van de Nijl), maar toch vooral in India (waar hij vanaf 1985 in Mahabalipuram was als voorbereiding op de Triënnale van 1986 in New Delhi met graniet uit Kanchipuram). In India maakte hij onder andere het werk Honey Lingam (1987-2004) en in Egypte Dreadnought, Problems of History (search for the hidden stone) (1990-2004).
In 1982 vertegenwoordigde hij met onder anderen Antony Gormley, Anish Kapoor en Bill Woodrow Engeland met de expositie Aperto 82 tijdens de Biënnale van Venetië en in 1986 nam hij deel aan de Sixth Indian Triënnale in New Delhi. De expositie Mappa Mundi van 2004 in Burford House bij Ludlow (Shropshire) was geheel aan het werk van Stephen Cox gewijd.
De kunstenaar woont en werkt in Cleehill (Shropshire).

## Werken (selectie)
- 1985/86: Mantra, British Council in New Delhi
- 1986: Atyeo, Bristol Docks in Bristol
- 1987/88: Organs of Action - Speech, evacuation, procreation, grasp, gait
- 1988: Ganapathi and Devi, Broadgate Estate in de City of London
- 1990: Hymn, Universiteit van Kent, Hales Place in Canterbury
- 1991/93: Mago, Beeldenpark Villa Celle bij Pistoia (Italië)
- 1993: Echo[2], Fleet Place in Londen
- 1994: Granite Catamarans on a Granite Wave[3], Cass Sculpture Foundation in Goodwood
- 2001: Lingam of a Thousand Lingams[4], Cass Sculpture Foundation
- 2004: Clee Hill, Ludlow (Shropshire)
- 2008: Peregrine
- 2009: Grand Peregrine
- 2009: Gemini, Lincoln College

## Fotogalerij

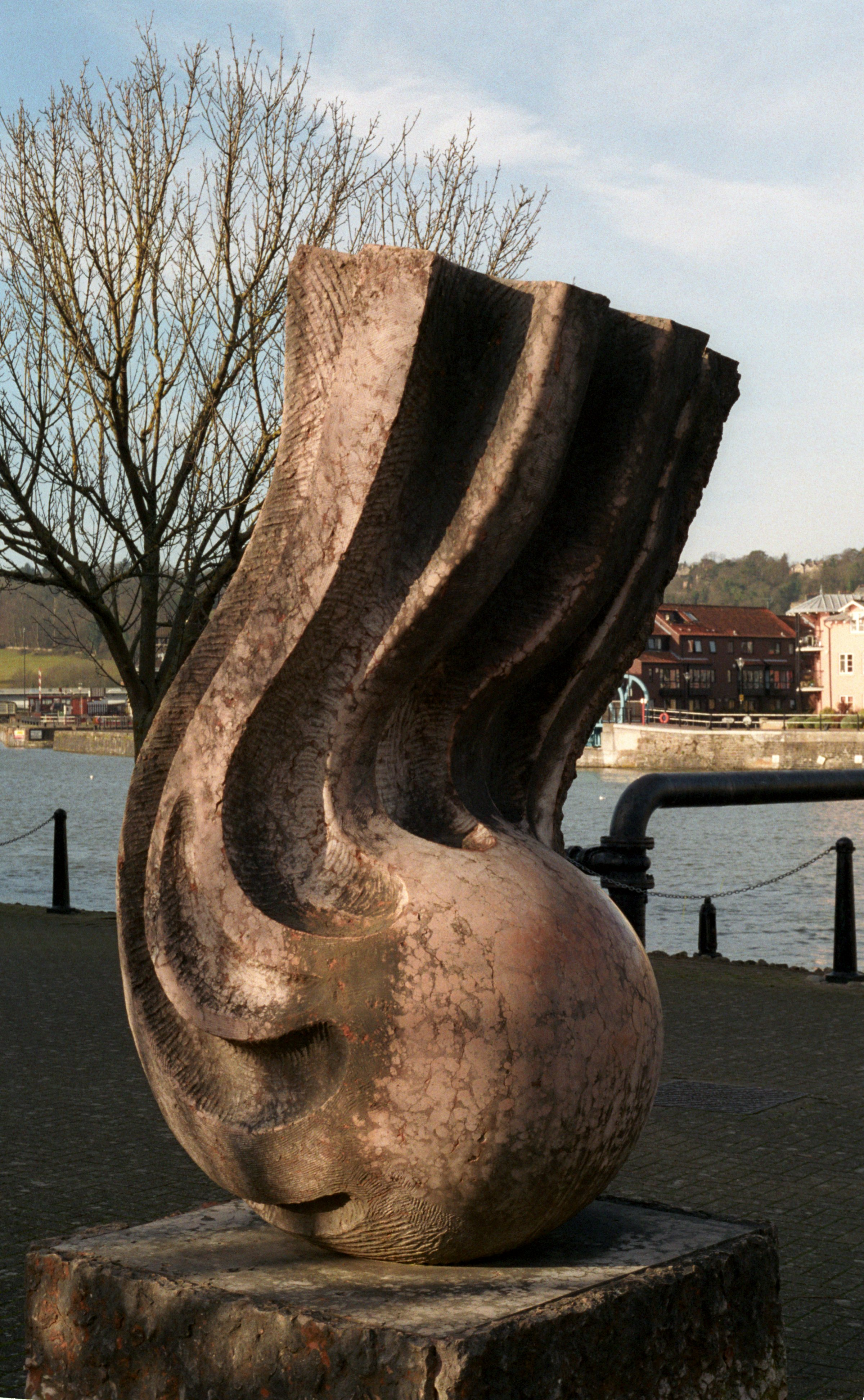
Atyeo, Bristol